# ジャン＝クレール・トディボ
ジャン＝クレール・トディボ（Jean-Clair Todibo,  1999年12月30日 - ）は、フランスのプロサッカー選手。フランス領ギアナのカイエンヌ出身。ウェストハム・ユナイテッドFC所属。元フランス代表。ポジションはDF。

## クラブ経歴
フランス領ギアナで生まれたトティボは、幼少期にロナウジーニョに憧れて10歳上の兄とその友人らと共にサッカーをして遊ぶ中で基礎的なスキルを身につけた。その後、ユース時代をパリ郊外のFCレ・リラで過ごし、2016年にトゥールーズFCに入団。2シーズンBチームでプレーし、2018年にトップチームに昇格。8月19日のボルドー戦でリーグアンデビュー。9月30日のレンヌ戦でプロ初ゴールを決めた。この新鋭フランス人選手に対し、FCバルセロナ、レアル・マドリード、ユヴェントスFC、マンチェスター・ユナイテッドFCなどといった有力チームが、トティボの獲得に興味を示していると言われていた。
2019年1月8日、FCバルセロナが2019-20シーズンからの加入を発表。1月31日、FCバルセロナはトディボの加入時期を早めることに決め、4年半契約を結んだことを発表。4月13日のSDウエスカ戦でリーガ初出場を果たした。
2020年1月15日、シャルケ04へ買取オプション付きのシーズン終了までのレンタル移籍が発表。更に10月5日には、SLベンフィカへの2年間のローン移籍が発表された。
2021年2月1日、OGCニースへ買取オプション付きのシーズン終了までのレンタル移籍。2020-21シーズン終了後の6月27日にニースへの完全移籍が発表された。2022-23シーズン、リーグ・アン第8節のニース対アンジェ戦で、キックオフ開始わずか9秒（実質5秒）でレッドカードを提示されたことで、リーグ・アン史上最速となる退場記録を記録した。
2024年8月10日、ウェストハム・ユナイテッドFCへ期限付き移籍することが発表された。2024-25シーズンはシーズン途中で負傷離脱したものの、全コンペティションで合計29試合に出場。2025年6月6日に買取オプションが行使されて完全移籍することが発表された。

## 代表経歴

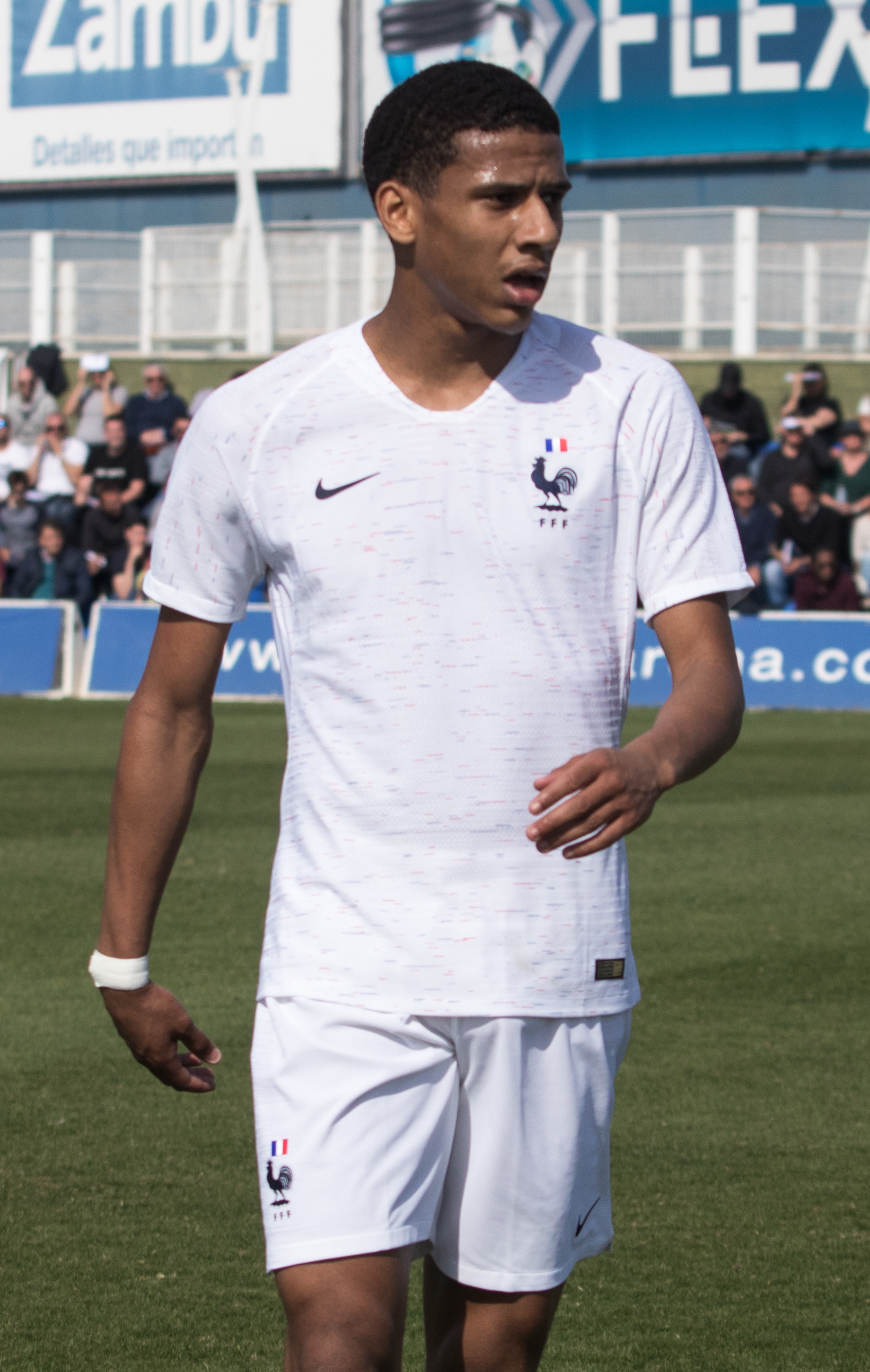
U-20フランス代表でのトティボ（2019年）

2018年に、U-20フランス代表に招集されている。

## 個人成績

### クラブでの成績
2025年6月8日現在
| クラブ              | シーズン       | リーグ戦           | リーグ戦 | リーグ戦 | 国内カップ戦 | 国内カップ戦 | リーグ杯 | リーグ杯 | 国際大会 | 国際大会 | 通算 | 通算 |
| クラブ              | シーズン       | ディビジョン       | 出場     | 得点     | 出場         | 得点         | 出場     | 得点     | 出場     | 得点     | 出場 | 得点 |
| ------------------- | -------------- | ------------------ | -------- | -------- | ------------ | ------------ | -------- | -------- | -------- | -------- | ---- | ---- |
| トゥールーズ B      | 2016-17        | CFA 2              | 1        | 0        | —            | —            | —        | —        | —        | —        | 1    | 0    |
| トゥールーズ B      | 2017-18        | ナショナル3        | 8        | 0        | —            | —            | —        | —        | —        | —        | 8    | 0    |
| トゥールーズ B      | 通算           | 通算               | 9        | 0        | —            | —            | —        | —        | —        | —        | 9    | 0    |
| トゥールーズ        | 2018-19        | リーグ・アン       | 10       | 1        | 0            | 0            | 0        | 0        | —        | —        | 10   | 1    |
| バルセロナ          | 2018-19        | ラ・リーガ         | 2        | 0        | 0            | 0            | —        | —        | 0        | 0        | 2    | 0    |
| バルセロナ          | 2019-20        | ラ・リーガ         | 2        | 0        | 0            | 0            | —        | —        | 1        | 0        | 3    | 0    |
| バルセロナ          | 通算           | 通算               | 4        | 0        | 0            | 0            | —        | —        | 1        | 0        | 5    | 0    |
| シャルケ (loan)     | 2019-20        | ブンデスリーガ     | 8        | 0        | 2            | 0            | —        | —        | —        | —        | 10   | 0    |
| ベンフィカ (loan)   | 2020-21        | プリメイラ・リーガ | 0        | 0        | 1            | 0            | 1        | 0        | 0        | 0        | 2    | 0    |
| ニース (loan)       | 2020-21        | リーグ・アン       | 15       | 1        | 2            | 0            | —        | —        | —        | —        | 17   | 1    |
| ニース              | 2021-22        | リーグ・アン       | 36       | 1        | 4            | 0            | —        | —        | —        | —        | 40   | 1    |
| ニース              | 2022-23        | リーグ・アン       | 34       | 0        | 1            | 0            | —        | —        | 11       | 0        | 46   | 0    |
| ニース              | 2023-24        | リーグ・アン       | 30       | 0        | 3            | 0            | —        | —        | —        | —        | 33   | 0    |
| ニース              | 通算           | 通算               | 100      | 1        | 8            | 0            | —        | —        | 11       | 0        | 119  | 1    |
| ウェストハム (loan) | 2024-25        | プレミアリーグ     | 27       | 0        | 0            | 0            | 2        | 0        | —        | —        | 29   | 0    |
| キャリア総通算      | キャリア総通算 | キャリア総通算     | 172      | 3        | 13           | 0            | 4        | 0        | 12       | 0        | 201  | 3    |

1. ↑  UEFAチャンピオンズリーグ
2. ↑  UEFAカンファレンスリーグ

### 代表での成績
| フランス代表 | 国際Aマッチ | 国際Aマッチ |
| 年           | 出場        | 得点        |
| ------------ | ----------- | ----------- |
| 2023         | 2           | 0           |
| 通算         | 2           | 0           |

## タイトル

### クラブ
FCバルセロナ
- プリメーラ・ディビシオン：1回 (2018-19)